# 井原昂

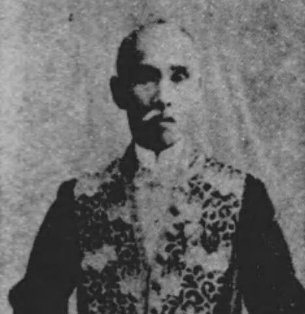
井原

井原 昻（いはら のぼる / たかし、1840年 11月6日（天保11年10月13日）- 1923年（大正12年）1月8日）は、幕末勤王の志士、明治期の内務官僚。官選島根県知事。通称・応助、守一。号・松礀、天遊、鉄扉。別名・岩神主一郎。

## 経歴
土佐国高岡郡佐川村（現高知県高岡郡佐川町）で、土佐藩家老・深尾家家臣、古沢南洋の長男として生まれる。本家の岩神家を継ぎ岩神主一郎と改名したが、その後、曾祖父の井原家を再興し改姓。
武市瑞山から剣法を学び、文久元年（1895年）、土佐勤王党に加盟した。上洛し尊王攘夷運動に加わるが、勤王党の獄で父・南洋、弟・古沢滋と共に投獄された。慶応3年末（1868年始め）に釈放され、慶応4年、伊予松山藩征討の深尾重愛家老のもとで従軍。その後、土佐藩兵の教頭などを務めた。
明治3年（1870年）東京で一等士官となる。以後、大阪鎮台出仕、司法省検事局勤務、元老院権少書記官、高知県権参事などを歴任し、1877年（明治10年）初めに退官した。
1877年8月、立志社の獄に連座し、1878年（明治11年）8月、禁獄10年の判決を受け秋田監獄に収監された。1883年（明治16年）特赦によって出獄した。
その後、再び官途に就き、群馬県吾妻郡長、同北甘楽郡長、千葉県香取郡長、農商務書記官、沖縄県参事官、同書記官、山梨県書記官、熊本県書記官、新潟県書記官、三重県書記官、広島県書記官などを歴任。
1902年（明治35年）10月、島根県知事に就任。1904年（明治37年）11月、知事を休職となった。

## 栄典
- 1902年（明治35年）12月27日 - 勲五等瑞宝章[11]

## 親族
- 二男:田中遜（伯爵、田中光顕養子）[12]